# Pachyspirillina
Pachyspirillina es un género de foraminífero bentónico considerado un sinónimo posterior de Involutina de la subfamilia Involutininae, de la familia Involutinidae, del suborden Involutinina y del orden Involutinida. Su especie tipo era Pachyspirillina lacunosa. Su rango cronoestratigráfico abarcaba el Jurásico medio.

## Clasificación
Pachyspirillina incluía a las siguientes especies:
- Pachyspirillina involutinoides †
- Pachyspirillina lacunosa †